# Documentaire écologique
Un documentaire écologique est un type de film documentaire sur le thème de l'écologisme.

## Quelques exemples
- la trilogie des Qatsi ;
- Le Monde selon Monsanto sorti en 2008 ;
- Home de Yann Arthus-Bertrand sorti en 2009 ;
- Demain, réalisé par Cyril Dion et Mélanie Laurent, sorti en 2015 ;
- Sous le dôme, documentaire chinois sorti en 2015 ;
- Au-delà du Nuage *Yonaoshi 3.11, documentaire sur les conséquences de Fukushima réalisé par Keïko Courdy (2013).